# 頂山子
頂山子，原寫為頂山仔，是臺灣臺南市七股區的一個傳統地域名稱，位於該區北部。相較於今日行政區，其範圍大致包括後港里西部、頂山里、西寮里東半部、中寮里北半部、鹽埕里東北端。

## 歷史
臺灣日治初期，頂山子地區為一（舊制）街庄，稱為「頂山仔庄」，隸屬於蕭壠堡。該庄西北及北與口藔庄為鄰，北邊最東側一小段與後港庄為鄰，東與城仔內庄為鄰，東南邊為篤加庄，西南邊為下山仔藔庄。
1901年（日治明治三十四年）11月，全臺廢縣廳改設二十廳，該庄隸屬於鹽水港廳。1903年（明治三十六年）6月，該庄編入「下營區」，隸屬於鹽水港廳。1909年（明治四十二年）10月，合併二十廳為十二廳，下營區改隸屬於臺南廳。1920年（大正九年），全臺地方制度大改正，廢十二廳改設五州二廳，該庄改制並雅化為「頂山子」大字，隸屬於臺南州北門郡七股庄（新制街庄）。
戰後七股庄改制為七股鄉，隸屬於臺南縣，大字亦改制為村。1950年10月，雲、嘉、南分治，七股鄉仍隸屬於臺南縣。2010年12月25日，臺南縣市合併，七股鄉改制為七股區，隸屬於新成立的直轄市臺南市，村亦改制為里。

## 聚落
本地區發展較早的聚落有頂山仔藔、西藔等，在日治期初期的官方地圖上已有記載。

## 交通
省道台61線又稱「西部濱海快速公路」，目前通車路段北起新北市八里區臺北港，南至臺南市七股區九塊厝，經過本地區西北部。本地區北上可經由市道173甲線、將軍交流道進入台61線北上車道，南下可經由市道173甲線、七股交流道進入台61線南下車道；由此等可快速前往台灣西部沿海各地。
市道173甲線是北門區蘆竹溝至七股區九塊厝的道路，全線與省道台61線並行，為其兩側平面車道。
區道南25線是馬沙溝至中寮的道路。
區道南25-1線是頂山至中寮的道路。
區道南25-2線是西寮至新山子寮的道路。
區道南30線是頂山至後港的道路。

## 學校
- 後港國小頂山分校（已廢校）